# Certificat de degré de sang indien

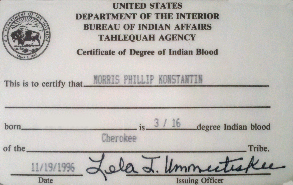
Certificat de degré de sang indien délivré à Morris Phillip Konstantin. Il atteste qu'il a 3/16e de sang cherokee.

Le Certificat de degré de sang indien (en anglais : Certificate of Degree of Indian Blood (CDIB) ou Certificate of Degree of Alaska Native Blood) est un document qui certifie qu'une personne possède un certain degré de sang indien d'une tribu ou communauté nord-amérindienne des États-Unis.
Ce document est produit par le Bureau des affaires indiennes (BIA), après que le demandeur a fourni la liste complète de ses ascendants accompagné des documents juridiques le justifiant comme des certificats de naissance, mariage, etc. ou de l'inscription sur le Dawes Rolls. Ce certificat permet de s'inscrire sur le Dawes Rolls. Le BIA le fait sur la base du Dawes Act de 1887 et de ses amendements successifs, comme le Burke Act de 1906.
La proportion de sang ne peut pas être obtenu grâce à des parents adoptifs. Les informations inscrites y sont tenues confidentielles grâce aux lois sur la vie privée. Ce certificat ne permet pas d'établir si un individu est membre d'une communauté, il ne permet que d'obtenir certains droits administratifs, fiscaux et juridiques supplémentaires.
Certaines tribus et l'administration demandent un pourcentage d'ancêtres minimum pour être reconnu. Par exemple, les indiens Cherokee de l'est exigent au moins 1/16e de sang, le Bureau des Affaires indiennes, pour obtenir le « Higher ED grant », une bourse à l'université, exige 1/4 degré minimum.
L'existence du CDIB est controversée, beaucoup d'amérindiens n'ayant pas fait la démarche de s'inscrire.